# Anna Filbey
Anna Filbey, née le 11 novembre 1999 à Hillingdon, est une footballeuse internationale galloise évoluant au poste de milieu de terrain à Watford.

## Biographie
Le 1er août 2024, elle rejoint Watford.